# بيت المجذوب (السدة)

تعديل مصدري - تعديل

بيت المجذوب هي إحدى قرى عزلة الأعماس بمديرية السدة التابعة لمحافظة إب، بلغ تعداد سكانها 137 نسمة حسب تعداد اليمن لعام 2004.